# Língua Chinali
Chinali (nativamente chamado Chinalbhashe) </link> é uma língua da Índia não classificada e criticamente ameaçada, falada por cerca de 220 pessoas. Muitos dos falantes são bem educados.  Os falantes estão distribuídos por todo o Vale Lahul (ou Lahaul ).  Ele usa Devanagari para ser escrito.  É muito possível que o Chinali também esteja intimamente relacionado com o sânscrito. 
|                    | Frente | Central | Voltar |
| ------------------ | ------ | ------- | ------ |
| Quase próximo/alto | iː     |         | uː     |
| meio superior      | ɛ ɛː   |         | ɔ      |
| Quase aberto       |        | ɐ ɐː    | a aː   |

## links externos
- O projeto de documentação da língua chinesa na SPPEL

Predefinição:Indo-Aryan languages